# Lingulogavelinella
Lingulogavelinella es un género de foraminífero bentónico de la subfamilia Gavelinellinae, de la familia Gavelinellidae, de la superfamilia Chilostomelloidea, del suborden Rotaliina y del orden Rotaliida. Su especie tipo es Lingulogavelinella albiensis. Su rango cronoestratigráfico abarca desde el Albiense (Cretácico inferior) hasta el Turoniense (Cretácico superior).

## Clasificación
Lingulogavelinella incluye a las siguientes especies:
- Lingulogavelinella albiensis †
  - Lingulogavelinella albiensis aptica †
- Lingulogavelinella asterigerinoides †
  - Lingulogavelinella asterigerinoides arachnoidea †
- Lingulogavelinella australiana †
- Lingulogavelinella barremiana †
- Lingulogavelinella ciryi †
  - Lingulogavelinella ciryi inflata †
- Lingulogavelinella concava †
- Lingulogavelinella correcta †
- Lingulogavelinella formosa †
- Lingulogavelinella frankei †
  - Lingulogavelinella frankei africana †
- Lingulogavelinella ganuzensis †
- Lingulogavelinella globosa †
  - Lingulogavelinella globosa var. convexa †
- Lingulogavelinella indica †
- Lingulogavelinella kaptarenkae †
- Lingulogavelinella minima †
- Lingulogavelinella minuta †
- Lingulogavelinella modesta †
- Lingulogavelinella newtoni †
- Lingulogavelinella oodnadattensis †
- Lingulogavelinella ornata †
- Lingulogavelinella pazdroae †
- Lingulogavelinella semistellata †
- Lingulogavelinella sliteri †
- Lingulogavelinella spinosa †

Otras especies consideradas en Lingulogavelinella son:
- Lingulogavelinella cibicidoides, de posición genérica incierta
- Lingulogavelinella hostaensis, de posición genérica incierta
- Lingulogavelinella ornatissima, de posición genérica incierta